# Розанов Анатолій Володимирович
Анатолій Володимирович Розанов (нар. 28 листопада 1954, Майкоп) — радянський, український і російський композитор, музичний продюсер та музикант, продюсер та автор музики гурту «Фрістайл». Член Російського авторського товариства.

## Біографія
Анатолій Розанов народився в 1954 році в Майкопі. Він доводиться онучатим племінником знаменитої російської художниці Ольги Розанової. Незабаром сім'я переїхала до П'ятигорська, де Анатолій жив до 16 років.
Потім, оскільки його дід по матері Ф. Е. Поліщук був під час німецько-радянської війни командиром партизанського загону і похований у Полтаві біля Вічного вогню, родині надали квартиру в Полтаві.
Ще під час навчання в школі Анатолій активно цікавився естрадною музикою, полюбив творчість групи «Beatles», грав у шкільному ансамблі на бас-гітарі. Після закінченні школи грав у різних полтавських ВІА. У жовтні 1975 року Анатолій Розанов створив при БК профспілок ВІА «Інтервал», яким керував аж до весни 1978 році. У репертуарі ансамблю були популярні пісні радянських композиторів, в тому числі військово-патріотичної спрямованості. ВІА брав активну участь у концертних програмах БК, виступав на танцювальних вечорах. З перших концертів глядачі відзначали мелодійне, «бітлів» звучання ансамблю, що, втім, і не дивно, адже всі музиканти колективу любили The Beatles і намагалися бути на них схожими.
У 1979 році Анатолій Розанов створює при БК полтавського заводу «Знамя» жіночий вокально-інструментальний ансамбль «Олімпія», а в 1980-му — ще один гурт, чоловічий ВІА «Постскриптум». Завод «Знамя» випускав продукцію оборонного значення, був на хорошому рахунку у своєму міністерстві, а його керівництво не шкодував коштів на художню самодіяльність. Через ці колективи пройшло багато полтавських музикантів. І залишатися б їм самодіяльними на довгі роки, якщо б у 1987 році не розпався відомий тоді ВІА «Фестиваль» — колектив, який записав для багатьох художніх фільмів музику композитора Максима Дунаєвського. Обом половинкам «Фестивалю» знадобилися нові учасники, і колишні «фестивальовці» на чолі з музичним керівником Олегом Шеременко звернулися до Анатолія Розанова, який деякий час працював з ВІА «Фестиваль» як другий звукорежисер. У підсумку учасники «половинки» «Фестивалю» об'єдналися з музикантами Анатолія Розанова і під ім'ям «Олімп» влаштувалися на роботу до Красноярської державної філармонії.  Але спільна робота не заладилася, «розанівська» частина «Олімпу», прийнявши назву «Профіль», переїхала до сусіднього Барнаула, де дала серію концертів з уже відомим тоді артистом-пародистом Михайлом Євдокимовим.
Через творчі розбіжності з керівництвом Алтайської філармонії, подальша перспектива групи стала туманною, але колектив під керівництвом Анатолія Розанова запросив на роботу [Архівовано 5 вересня 2018 у Wayback Machine.] директор Михайла Муромова, колишній керівник ВІА «Орфей» Рафаель Мазитов. Група Анатолія Розанова, прийнявши назву «Вищий пілотаж», супроводжувала виступи Михайла Муромова, виконуючи при цьому і декілька пісень, написаних Анатолієм Розановим на вірші учасників групи Сергія Кузнєцова та В'ячеслава Черниша. Одна з цих пісень, «Будь за мене спокійний», потрапила до репертуару Сергія Бєлікова. Подивившись на реакцію публіки на виступи Муромова та проаналізувавши його репертуар, Анатолій Розанов спробував дещо змінити музичний стиль власної творчості. Написані після цього пісні були тепло зустрінуті глядачами і прохолодно — самим Муромовим. У підсумку, музиканти на чолі з Анатолієм Розановим прийняли рішення створити власний музичний проект. Так в ніч з 7 на 8 листопада 1987 року з'явився на світ гурт «Фрістайл».
Анатолій Розанов є беззмінним керівником групи «Фрістайл», практично єдиним автором музики всіх пісень гурту. Ним створено понад 140 пісень для «Фрістайлу», в тому числі знамениті «Боляче мені, боляче» та «Ах, какая женщина!» (обидві — на вірші Тетяни Назарової). У 1996 році за пісню «Ах, какая женщина!» Анатолій Розанов був удостоєний Диплома музичного телефестивалю «Пісня-96».
Крім групи «Фрістайл», Анатолій Розанов пише пісні для інших виконавців. Так, майже півтора десятка пісень написано ним для Світлани Лазаревої (в тому числі, «Тільняшка» та «Лавочка»), декілька пісень увійшло до репертуару Фелікса Царікаті («Ох вже, ці ніжки», «Жінка в блакитному»), Ольги Прядіной («Білі лелеки»). В рамках проекту «Фрістайл Плюс — Хіти та Зірки» багато молодих артистів створили свої кавер-версії відомих пісень «Фрістайлу».
16 лютого 2012 року Анатолій Розанов урочисто відкрив у Полтаві власну музичну студію [Архівовано 10 серпня 2018 у Wayback Machine.], будівля для якої будувалося за спеціально розробленим фірмою «ACOUSTIC» [Архівовано 14 серпня 2018 у Wayback Machine.] проектом. Поєднання акустичних характеристик приміщень студії з комплектом висококласного обладнання визнаних світових брендів — за визнанням багатьох звукорежисерів, абсолютно новий рівень звукозаписної індустрії для України.
22 березня 2013 року Анатолій Розанов був нагороджений спеціальною нагородою — зіркою «Патріот України» [Архівовано 30 серпня 2018 у Wayback Machine.]

### Родина
Дружина — Ніна Владиславівна Кірсо.

## Пісні
Всі пісні занесені до Реєстру Російського Авторського товариства
Пісні, написані для Світлани Лазаревої
- Тільняшка (А.Розанов — Т.Назарова)
- Мій чужий [Архівовано 27 серпня 2018 у Wayback Machine.] (А.Розанов — С.Осіашвілі)
- Люби мене (А.Розанов — С.Осіашвілі)
- Проводила я хлопця в армію (А.Розанов — С.Осіашвілі)
- Лавочка (А.Розанов — Т.Назарова)
- Мама («Там далеко-далеко...») (Т.Назарова, А.Розанов — Т.Назарова)
- Блюдечка-тарілочки (А.Розанов — Т.Назарова)
- Зрада (А.Розанов — Т.Назарова)
- Кажуть (А.Розанов — Т.Назарова)
- Кінотеатр (Це було в кіно) (А.Розанов — Т.Назарова)
- Шура-рибалка (А.Розанов — Т.Назарова)
- Обійму й поцілую (А.Розанов — Т.Назарова)
- Не мовчи (А.Розанов — Т.Назарова)

Пісні, написані для Фелікса Царікаті
- Жінка в блакитному (А.Розанов — Т.Назарова)
- Ох вже, ці ніжки! (А.Розанов — Т.Назарова)
- Люба (А.Розанов — Т.Назарова)
- Лети, душа (А.Розанов — Т.Назарова)

- Прощай навеки, последняя любовь (А.Розанов — С.Кузнецов)
- Принцесса (А.Розанов — С.Кузнецов)
- Сезон любви (А.Розанов — С.Кузнецов)
- Парусник белый (А.Розанов — С.Кузнецов)
- Прости-прощай (А.Розанов — С.Кузнецов)
- Мы разные (А.Розанов, С.Кузнецов — С.Кузнецов)
- Я верю (А.Розанов — С.Кузнецов)
- Не обещай (А.Розанов — С.Кузнецов)
- Устала ждать (А.Розанов — С.Кузнецов)
- Уходишь ты (А.Розанов — С.Кузнецов)
- Нет, нет, не говори «прощай»! (А.Розанов — С.Кузнецов)
- Поздно (А.Розанов — С.Кузнецов)
- Пеняй на себя (А.Розанов — С.Кузнецов)
- Сбудется — не сбудется (А.Розанов — С.Кузнецов)
- Ай-яй-яй-яй! (А.Розанов — С.Кузнецов)
- Сон (А.Розанов — С.Кузнецов)
- Ты проходишь мимо (С.Кузнецов — С.Кузнецов)
- Убежало лето (А.Розанов — И.Лебедев)
- Старые галоши (А.Розанов — Н.Олев)
- Жёлтые розы (А.Розанов — С.Кузнецов)
- Сирень (А.Розанов — С.Кузнецов)
- Я тебе не верю (А.Розанов — С.Кузнецов)
- Ты больше не звони (А.Розанов — С.Кузнецов)
- Холодный снег (А.Розанов — С.Кузнецов)
- Любимая (А.Розанов — С.Кузнецов)
- О чёрных и красных розах (А.Розанов — С.Кузнецов)
- Ночь (А.Розанов — С.Кузнецов)
- Милая, нежная (А.Розанов, А.Столбов — С.Кузнецов)
- Мне невозможно тебя потерять (А.Розанов — С.Кузнецов)
- Догорает свеча (А.Розанов — С.Кузнецов)
- Как птичья стая (А.Розанов — С.Кузнецов)
- Завтра (А.Розанов — С.Кузнецов)
- Не забудь (А.Розанов — С.Кузнецов)
- Белая акация (А.Розанов — С.Кузнецов)
- Моя первая любовь (А.Розанов — С.Кузнецов, В.Годзь)
- Рыжая девчонка (А.Розанов — С.Кузнецов)
- Я всё ещё люблю тебя (А.Розанов — С.Кузнецов, В.Годзь)
- Напиши (А.Розанов — С.Кузнецов)
- Метелица (А.Розанов, А.Столбов — С.Кузнецов)
- Бог тебя накажет (А.Розанов — Т.Назарова)
- Прости меня, малыш (А.Розанов — Т.Назарова, С.Кузнецов)
- Больно мне, больно! (А.Розанов — Т.Назарова)
- Вишнёвый сад (А.Розанов — С.Кузнецов)
- Тёплый летний дождь (А.Розанов — С.Кузнецов)
- Всё как у всех (А.Розанов — Т.Назарова)
- Ты не пой, соловей (А.Розанов — Т.Назарова)
- Обидно мне до слёз (А.Розанов — С.Кузнецов)
- Милый незнакомец (А.Розанов — Т.Назарова, Н.Кирсо)
- Грош цена тебе (А.Розанов — Т.Назарова)
- День рождения (А.Розанов, А.Столбов — Т.Назарова)
- Падает снег (А.Розанов — Т.Назарова)
- Последняя ночь (А.Розанов — С.Кузнецов, Н.Кирсо)
- Мальчишка из детства (А.Розанов — С.Кузнецов)
- Злая доля (А.Розанов — Т.Назарова)
- Соседка (А.Розанов — Т.Назарова)
- Девочка-девчоночка (А.Розанов — С.Кузнецов)
- Будь счастлив, дорогой (А.Розанов — Т.Назарова)
- Крутой (А.Розанов — Т.Назарова)
- Поздно, рыдай-не рыдай (А.Розанов — Т.Назарова)
- Буду я тебя любить (А.Розанов — Т.Назарова)
- Мама, мама (А.Розанов — Т.Назарова)
- Черёмуха (А.Розанов — Т.Назарова)
- Среди зимы (А.Розанов — Т.Назарова)
- Цветёт калина (А.Розанов — Т.Назарова)
- Мой милый мальчик (А.Розанов — В.Кощий)
- Кони, кони (А.Розанов — Т.Назарова)
- На качелях (А.Розанов — С.Кузнецов)
- Я не могу без тебя (А.Розанов — Т.Назарова)
- Ну когда ж ты влюбишься! (А.Розанов — С.Кузнецов)
- Я больше не твоя девчонка (А.Розанов — С.Кузнецов)
- Чёрные глаза (А.Розанов — С.Кузнецов)
- Рябинушка (А.Розанов — С.Кузнецов)
- Измученное сердце (А.Розанов — С.Кузнецов)
- Гитара, плачь! (А.Розанов — Т.Назарова)
- Бессонница (А.Розанов — С.Кузнецов)
- Белые ромашки (А.Розанов — С.Кузнецов)
- Ты меня не любишь (А.Розанов — С.Кузнецов)
- Ах, какая женщина! (А.Розанов — Т.Назарова)
- Три сосны (А.Розанов — Т.Назарова)
- Букет бумажных роз (А.Розанов — С.Кузнецов)
- Целуй меня горячей (А.Розанов — С.Кузнецов)
- До свадьбы заживёт (А.Розанов — С.Кузнецов)
- Пять тюльпанов (А.Розанов — С.Кузнецов)
- Ещё вчера (А.Розанов — С.Кузнецов)
- Не говори мне «прощай» (А.Розанов — С.Кузнецов)
- Наша первая любовь (А.Розанов — С.Кузнецов)
- Марина (А.Розанов — С.Кузнецов)
- Зачем, зачем (А.Розанов — С.Кузнецов)
- Первый снег (А.Розанов — С.Кузнецов)
- Белая берёза (А.Розанов — С.Кузнецов)
- Фонари (А.Розанов — Т.Назарова)
- Старый клён (А.Розанов — С.Кузнецов)
- Кораблик любви (А.Розанов — Т.Назарова)
- Белая орхидея (А.Розанов — Т.Назарова)
- С днём рожденья, мама! (А.Розанов — Т.Назарова)
- Улетай, самолёт (А.Розанов — Т.Назарова)
- Белая сирень (А.Розанов — С.Кузнецов)
- Черёмуховый дым (А.Розанов — С.Кузнецов)
- Говорила мама мне (А.Розанов — Т.Назарова)
- Подруга-ночь (А.Розанов — Т.Назарова)
- Головокружение любви (А.Розанов — Т.Назарова)
- В краю прозрачных роз (А.Розанов — Т.Назарова)
- Орёл и решка (А.Розанов — С.Кузнецов)
- Берег отчаянья (А.Розанов — Т.Назарова)
- Ламбада-бамбина (А.Розанов — С.Кузнецов)
- Звёздный дождь (А.Розанов — С.Кузнецов)
- Он никогда не растает (А.Розанов — С.Кузнецов, А.Розанов)
- Crazy baby (А.Розанов — А.Розанов)
- Свет зари (А.Розанов — С.Кузнецов, А.Розанов)
- А на небе Луна (А.Розанов — С.Кузнецов, А.Розанов)
- Ты ни в чём не виноват (А.Розанов — С.Кузнецов)
- Скажи мне «да» (А.Розанов — С.Кузнецов)
- Теперь попробуй сам (А.Розанов — С.Кузнецов, А.Розанов)
- Дай мне быть с тобой (А.Розанов — С.Кузнецов)
- Край неземных чудес (Там, где-то там) (А.Розанов — С.Кузнецов, А.Розанов)
- Дождь стучит по крышам (А.Розанов — А.Розанов)
- Мой ангел по имени Женщина (А.Розанов — С.Кузнецов)
- Капелька (А.Розанов — С.Кузнецов)
- А я тебя любила (А.Розанов — С.Кузнецов)
- Ни при чём (А.Розанов — С.Кузнецов)
- Это всё тебе кажется (А.Розанов — С.Кузнецов)
- Вот и всё, прости (А.Розанов — С.Кузнецов)
- Давайте выпьем за мужчин! (А.Розанов — С.Кузнецов)
- Самый лучший вечер (А.Розанов — И.Блоцкий)
- Я нарисую (А.Розанов — С.Кузнецов, И.Блоцкий)
- Белая вьюга (А.Розанов — С.Кузнецов)
- Московская любовь (А.Розанов — И.Блоцкий)
- С неба на землю (А.Розанов — И.Блоцкий)

Пісні, написані для гурту «Чарівні сни»
- Зі мною танцює ніч (А.Розанов — С.Кузнєцов)
- Прощай, коханий (А.Розанов — С.Кузнєцов)
- Казка під назвою «Любов» (Телефонний дзвінок) (А.Розанов — С.Кузнєцов)
- Ромашковий букет (А.Розанов — С.Кузнєцов)
- Найрідніша людина (А.Розанов, Д.Мохова — С.Кузнєцов, Д.Мохова)

Пісні, написані для інших виконавців
- Білі лелеки (А.Розанов — Т.Назарова) — Ольга Прядина
- Будь за мене спокійний (А.Розанов — В.Черниш) — Сергій Бєліков [Архівовано 20 лютого 2021 у Wayback Machine.]